# 都柏林大罢工
都柏林大罷工（英語：Dublin lock-out）是1913年8月26日至1914年1月18日間發生於愛爾蘭都柏林的一場大罷工，共有二萬名工人和三百名僱主捲入其中。它是愛爾蘭歷史上最嚴重的的一次工業糾紛，其矛盾核心為工人組建工會的權益。
20世紀初期的愛爾蘭工人工作、生活環境極為惡劣。詹姆斯·拉金在1909年成立了愛爾蘭運輸和普通工人工會（ITGWU）維護工人權益，站在ITGWU對立面的是愛爾蘭的大資本家威廉·馬丁·墨菲。為了阻止ITGWU組建工會，墨菲在1913年8月15日辭退了旗下參加ITGWU的40名工人，在接下來的一周裡又有300人遭到辭退。墨菲還找來了一些工賊來填補空缺。
隨著矛盾的不斷升級，抗議的工人和都柏林警察發生了衝突，超過300人受傷，兩名工人死亡。拉金和詹姆斯·康諾利等人組建了愛爾蘭公民軍來對抗警察、保護工人。1914年年初，英国工会联盟拒絕幫助拉金，而長期沒有工作的工人饑寒交迫，被迫返工，並同意不再加入ITGWU。拉金在1914年被流放美國，康諾利則在1916年因參與復活節起義而被處決。

## 外部連接
- The Irish Story archive on the Lockout （页面存档备份，存于）.

- .   [2020-02-22]. （原始内容存档于2019-04-02）.
- .   [2020-02-22]. （原始内容存档于2015-05-22）.
- .   [2020-02-22]. （原始内容存档于2019-12-25）.
- .   [2020-02-22]. （原始内容存档于2020-02-09）.